# Astyloneura
Astyloneura is een geslacht van vlinders van de familie bloeddrupjes (Zygaenidae), uit de onderfamilie Procridinae.

## Soorten
- A. assimilis (Jordan, 1907)
- A. bicoloria Röber, 1929
- A. biplagata (Bethune-Baker, 1911)
- A. cupreitincta (Hampson, 1920)
- A. cupreotincta (Hampson, 1919)
- A. chlorotica (Hampson, 1920)
- A. difformis (Jordan, 1907)
- A. esmeralda (Hampson, 1920)
- A. gaedei Alberti, 1957
- A. glennia (Jordan, 1907)
- A. incerta Alberti, 1957
- A. meridionalis (Hampson, 1920)
- A. monotona Hering, 1931
- A. nitens Jordan, 1907
- A. ostia (Druce, 1896)
- A. trefurthi Gaede, 1914